# Geltrude Comensoli
Geltrude Comensoli (gebürtig Caterina Comensoli) (* 18. Januar 1847 in Bienno, Lombardo-Venetien; † 18. Februar 1903 in Bergamo, Italien) war eine italienische Ordensgründerin. Sie wird in der katholischen Kirche als Heilige verehrt.

## Leben
Caterina Comensoli, die bereits im Kindesalter Jungfräulichkeit gelobt hatte, trat im Jahr 1867 bei den Schwestern der Nächstenliebe von den hll. Bartholomäa Maria Capitanio und Vincenza Gerosa in Lovere ein, wurde jedoch noch im Postulat wegen schwerer Krankheit aus der Ordensgemeinschaft entlassen und kehrte zu ihrer Familie zurück. Nach ihrer Genesung arbeitete sie zunächst als Dienstmädchen. Am Fronleichnamsfest des Jahres 1878 legte sie mit Erlaubnis ihres Beichtvaters das private Gelübde ewiger Jungfräulichkeit ab. In der Pfarrei wirkte sie bei der christlichen Erziehung der Kinder mit. Nach dem Tode ihrer Eltern, die sie finanziell unterstützt hatte, konnte sie anlässlich eines Aufenthalts in Rom mit Papst Leo XIII. in einer Audienz über die von ihr geplante Gründung einer Gemeinschaft zur Anbetung des allerheiligsten Sakraments sprechen. Der Papst schlug ihr vor, sich zusätzlich auf dem Gebiet der Weiterbildung junger Fabrikarbeiterinnen einzusetzen.
Aus ihrer großen Verehrung für das allerheiligste Sakrament heraus gründete Caterina Comensoli 1882 zusammen mit dem seligen Francesco Spinelli und der Unterstützung des Bischofs von Bergamo die Suore Adoratrici del Santissimo Sacramento („Anbetungsschwestern des allerheiligsten Sakraments“, auch als „Sakramentinerinnen von Bergamo“ bezeichnet), die sich der ewigen Anbetung und der Erziehung familienloser Mädchen widmen. Die Gemeinschaft begann mit drei jungen Frauen. 1884 nahm Caterina den Ordensnamen Geltrude vom heiligen Sakrament an. 
Am 8. Dezember 1891, dem Fest der Unbefleckten Empfängnis, erhielten die Sakramentinerinnen von Bergamo die kanonische Anerkennung. Am 18. Februar 1903 verstarb M. Geltrude. Im August 1926 wurden ihre Reliquien ins Mutterhaus der Sakramentinerinnen übertragen, wo sie sich in einer Kapelle befinden. Das Seligsprechungsverfahren M. Geltrudes wurde am 18. Februar 1928 eröffnet und bereits 1939 abgeschlossen. Papst Johannes Paul II. sprach M. Geltrude am 26. Februar 1989 selig; am 26. April 2009 wurde sie von Papst Benedikt XVI. heiliggesprochen. Ihr Gedenktag in der Liturgie ist der 18. Februar.